# 九龍區專線小巴81K線
九龍專線小巴81K線是香港一條往來海麗邨至美孚站的專線小巴路線，由展基運輸有限公司承辦，主要方便海麗邨及附近一帶私人屋苑居民往來美孚及接駁港鐵。
由於初時本路線主要是接駁九廣西鐵（即港鐵西鐵線），此線的循環點位於荔灣道美孚站D出口外，故路線編號以K字結尾。

## 簡介及歷史
- 2004年4月8日：運輸署公開招標3組共5條九龍及新界區專線小巴路線，本路線為其中之一。[2]
- 2005年2月1日：路線投入服務，初時總站位於海麗街。[3]
- 2005年5月9日：海麗邨總站遷入海麗邨巴士總站。
- 2005年7月1日：由海麗邨開出改經深盛路、興華街西、通州街及荔枝角道，不經月輪街和寶輪街[4]。
- 2011年7月10日：調整票價，全程由$3.0調整至$3.3[5]；而使用八達通卡轉乘港鐵（或相反）的優惠金額仍然維持$3不變，至於長者收費則維持不變，以及長者八達通卡或屯門－南昌或屯門－紅磡全月通轉乘港鐵（或相反）則仍然免費。
- 2012年3月25日：使用屯門－南昌全月通或屯門－紅磡全月通的港鐵免費轉乘優惠取消。
- 2012年10月28日：調整票價，全程由$3.3調整至$3.8，長者優惠票價則由$2.0調整至$2.5[6]；而使用八達通卡轉乘港鐵（或相反）的優惠金額繼續維持$3不變，至於長者八達通卡轉乘港鐵（或相反）的優惠金額仍然維持$2不變。

## 服務時間及班次
- 每日
  - 海麗邨開：0630-2330（6-8分鐘一班）

## 收費
- 全程收費：$5.1（65歲或以上長者現金收費$2.0）

（此線所有車輛均接受八達通卡付款；上車及下車均可付款，不設找續）

### 港鐵轉乘優惠
由本路線於上車後一小時內於美孚站轉乘港鐵，或乘搭港鐵於美孚站出閘後一小時內轉乘本路線，第二程可獲$3.0的轉乘優惠（若持長者八達通，第二程可獲$2.0的轉乘優惠）。
乘客請注意以下各項細則：
- 乘客須以同一張八達通卡繳付兩程車費。
- 必須於指定時限內完成轉乘，期間乘客不可以用同一張八達通卡乘搭其他交通工具，否則轉乘優惠將被取消；惟以該八達通卡進行與乘車無關的交易，如增值、購買汽水、使用公共電話、即影即有照片不多於九次則不受影響。
- 如乘客剛以同一張八達通卡享用機場快線「免費港鐵接駁」，則不可同時享用轉乘優惠。
- 如港鐵同時提供多項優惠，乘客只可享用最高優惠的一項。
- 在轉乘次程車程前，必須確保八達通卡之餘額為正數，設有自動增值系統之八達通卡則不受影響。
- 轉乘優惠不適用於屯門－南昌全月通或屯門－紅磡全月通。

## 行車路線
海麗邨開：深旺道、深盛路、興華街西、興華街、荔枝角道、美荔道、荔灣道、迴旋處、荔灣道、美荔道、長沙灣道、荔枝角道、調頭支路、荔枝角道、月輪街、深旺道、深盛路、興華街西、深旺道及海麗街。